# Althorn (Moselle)
Althorn ist ein Ortsteil von Goetzenbruck und eine ehemalige französische Gemeinde im Département Moselle, in der Region Grand Est (bis 2015 Lothringen).
Der Weiler liegt im Süden des Bitscher Landes, an der ehemaligen Grenze zwischen Lothringen und dem Elsass. In der Lothringer Regionalsprache des Bitscher Landes werden die Althorner als Ratzer oder Rotzbuben bezeichnet.

## Geografie
Der Ortsteil Althorn liegt im südöstlichsten Zipfel der Gemarkung Goetzenbruck, im Herzen des Regionalen Naturparks Nordvogesen. Es wird vom Breidenbach durchflossen, der bei dem Breitenstein entspringt und nach Mouterhouse (dt. Mutterhausen) fließt. Neben dem Kernort gehören zur Althorn auch die Ortsteile Schoenthal und Althorner Muehle. Im Süden ist der elsässische Kanton Ingwiller nur einen Steinwurf weit entfernt, jedoch durch einen schmalen Streifen der Gemarkung Mouterhouse getrennt.
Nachbardörfer von Althorn sind Meisenthal im Westen, Goetzenbruck im Nordwesten, Mouterhouse im Nordosten, Melch im Osten, Wildenguth im Südosten, und die Gemeinde Wingen-sur-Moder (dt. Wingen an der Moder) im Süden. Nach Bitche sind es ungefähr 14 Kilometer, nach Ingwiller circa 17 Kilometer und nach Saarbrücken etwa 50 Kilometer.

## Geschichte
Der Weiler von Althorn wurde bereits im Jahr 783 erstmals als Horone marca erwähnt. Es gehörte dem Kloster Weißenburg. Der Ort fiel später öd und wurde nach dem Dreißigjährigen Krieg um die alte Kapelle herum wieder besiedelt. Hier gab es einst auch ein Schlösschen der Lothringer Herzöge. In moderner Zeit erhielt das Dörflein eine Kirche. Da kann man sehen, wie alte, vorhistorische Erinnerungen und Beziehungen im Volke weiterleben : dem heiligen Chrodegang, dem Metzer Bischof, wurde das Kirchlein geweiht, das an der äußersten Grenze seiner Diözese stand. Althorn wurde 1810 zur Gemeinde Mouterhouse zugeteilt, nachdem es 1790–1810 eine eigene Gemeinde gebildet hatte. 1837 wurde Althorn wieder Hauptort einer Gemeinde mit Saareinsberg bzw. Königsberg als Annexe aber bereits in 1838 verliert sie das Gemeindesitz zugunsten von Saareinsberg. Beide Siedlungen gehören erst seit 1947 zu Goetzenbruck.

### Bevölkerungsentwicklung
| Jahr      | 1793 | 1800 | 1806 |
| Einwohner | 167  | 184  | 227  |

## Kultur und Sehenswürdigkeiten
- Althorner Kreuz (lothringisch S'Althorner Kreitz)
- Kirche St. Chrodegang
- Der Breitenstein, auch bekannt als Zwölfapostelstein, ein Monolith mit einem Bildstock

## Verkehr
Althorn liegt an der Départementalstraße 37A (Breitenstein -) Althorn – Goetzenbruck – Saint-Louis-lès-Bitche.